# Olesen-Olesen
Olesen-Olesen er et dansk band med brødrene Peter H. Olesen og Henrik Olesen i front. Før Olesen-Olesen var de begge medlemmer af bandet Greene. Olesen-Olesen udgav deres debutplade i 1997, men valgte efter udgivelsen af Kain Og Abel i 2007 at holde pause på ubestemt tid. 
Peter H. Olesen har efterfølgende udgivet plader med De Efterladte, og udsendte i 2023 en plade under navnet Olesen. Siden 2004 har han desuden udgivet en lang række digtsamlinger og romaner.
Efter Olesen-Olesen gik på pause, har Henrik Olesen udgivet 3 albums under pseudonymet Ukendt Under Andet Navn, ligesom han også har udgivet under eget navn og har projektet Sondermark sammen med sangskriver Jonas Breum.
Siden 2017 har det uafhængige pladeselskab Wouldn't Waste Records udsendt de første 6 Olesen-Olesen-album på vinyl.
I marts 2025 annoncerede Olesen-Olesen en koncertrække i 2026.
Deres debutalbum Indenlands Udenbys modtog tre ud af seks stjerner i musikmagasinet GAFFA, mens Dagens Gerning fra 1998 modtog fem ud af seks stjerner .

## Diskografi
- Indenlands Udenbys (1997)
- Dagens Gerning (1998)
- Der Er Brev Fra Onkel Bob I Amerika (2000)
- Anonyme Melankolikere  (2002)
- Hårdnakket Idyl (2003)
- Solsort Og Forstærker (2005)
- Kain Og Abel (2007)